# Escuela Diplomática de Madrid
Die Escuela Diplomática de Madrid (dt. Diplomatenschule Madrid) ist eine Diplomatenakademie und eine institutionelle Einrichtung des Ministeriums für auswärtige Angelegenheiten und Zusammenarbeit (Ministerio de Asuntos Exteriores y de Cooperación). Neben Sprachen werden Fächer wie Diplomatie, Geschichte, Ökonomie, Soziologie, Europawissenschaften, internationales Recht und internationale Beziehungen gelehrt. Es besteht eine Kooperation mit der Universität Complutense Madrid.
Der Campus wurde von dem Architekten Luis Martínez-Feduchi geplant. 